# Данилов Антон Михайлович
Антон Михайлович Данилов (рос. Антон Михайлович Данилов; 11 серпня 1988, м. Ярославль, СРСР) — російський хокеїст, захисник. Виступає за «Іжсталь» (Іжевськ) у Вищій хокейній лізі. 
Вихованець хокейної школи «Локомотив» (Ярославль). Виступав за: «Супутник» (Нижній Тагіл), «Зауралля» (Курган), «Капітан» (Ступіно), «Іжсталь» (Іжевськ), ХК «Саров», ХК «Рязань».